# Eyzerac
Eyzerac är en kommun i departementet Dordogne i regionen Nouvelle-Aquitaine i sydvästra Frankrike. Kommunen ligger i kantonen Thiviers som tillhör arrondissementet Nontron. År 2022 hade Eyzerac 547 invånare.

## Befolkningsutveckling
Antalet invånare i kommunen Eyzerac
Referens:INSEE